# قادرآباد (سقز)
قادرآباد(به کردی: قارآوا، Qarawa) روستایی از توابع بخش زیویه در شهرستان سقز است که در استان کردستان ایران قرار دارد.

## جمعیت
این روستا در دهستان تیلکوه واقع شده و براساس سرشماری سال ۱۳۸۵، جمعیت آن ۲۰۴ نفر (۴۲ خانوار) بوده‌است.